# Knut
 For alternative betydninger, se Knut (flertydig). (Se også artikler, som begynder med Knut)
Knut (5. december 2006 i Zoologischer Garten i Berlin – 19. marts 2011) var en isbjørneunge. Knut og hans tvillingebror, som var de første isbjørneunger i Berlin Zoo i 33 år, blev afvist af deres mor Tosca ved fødslen. Efter fire dage døde broderen, mens Knut blev opfostret af dyrepasser Thomas Dörflein.
Ved udgangen af juni 2007 vejede Knut 35 kg; ved indgangen til 2008 vejede han 108 kg.
Dyrepasseren Thomas Dörflein (13. oktober 1963 – 22. september 2008) opfostrede isbjørneungen Knut.
Dörflein blev fundet død i sit hjem i 2008. Obduktionen viste, at dødsårsagen var en blodprop.
Den 19. marts 2011 døde Knut i sit bur i Berlin Zoo. Han blev fundet flydende i vandet. Hans død blev derudover bevidnet af ca. 600-700 tilskuere. Dødsårsagen var epilepsi, arvet fra faderen, Lars.